# Hiiu (wijk)
Hiiu is een subdistrict of wijk (Estisch: asum) binnen het stadsdistrict Nõmme in Tallinn, de hoofdstad van Estland. De wijk telde 3.931 inwoners op 1 januari 2020. De oppervlakte bedraagt 2,63 km²; de bevolkingsdichtheid is dus ongeveer 1.500/km².
De wijk grenst vanaf het noorden met de wijzers van de klok mee aan de wijken Vana-Mustamäe, Nõmme, Kivimäe en Pääsküla.

## Geschiedenis

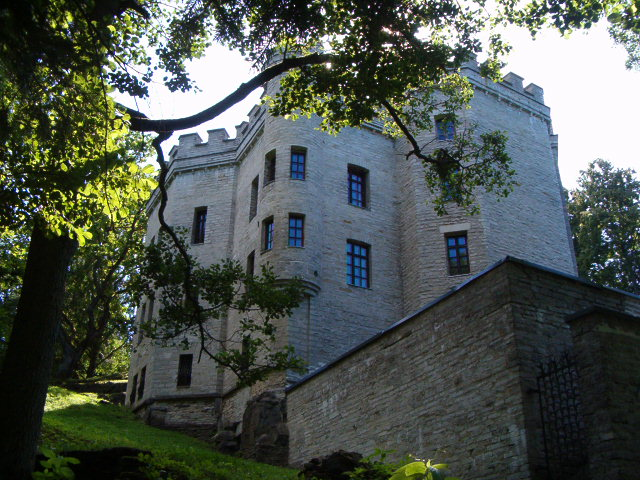
Het slot Hohenhaupt

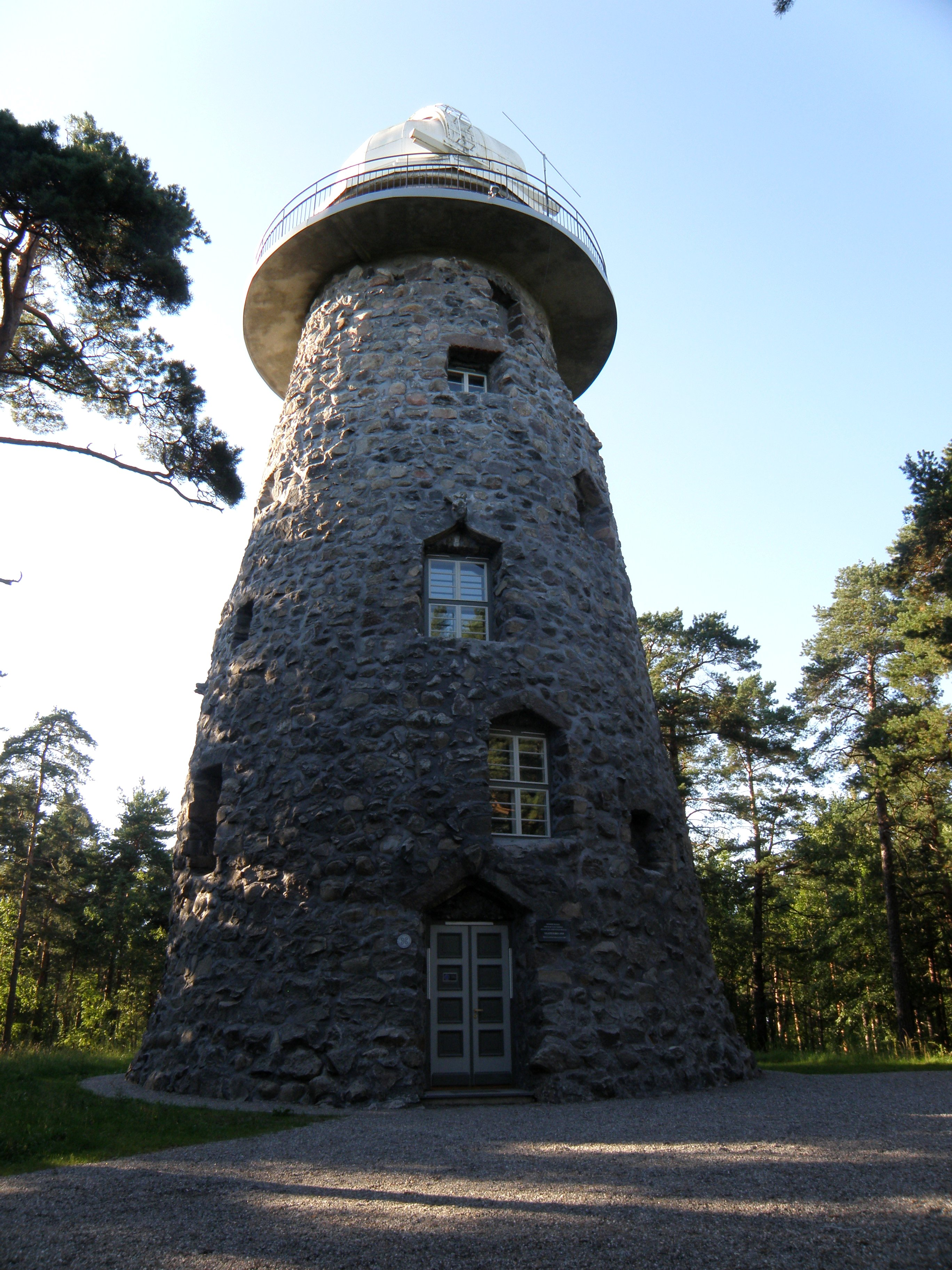
De uitkijktoren van von Glehn, nu in gebruik als observatorium

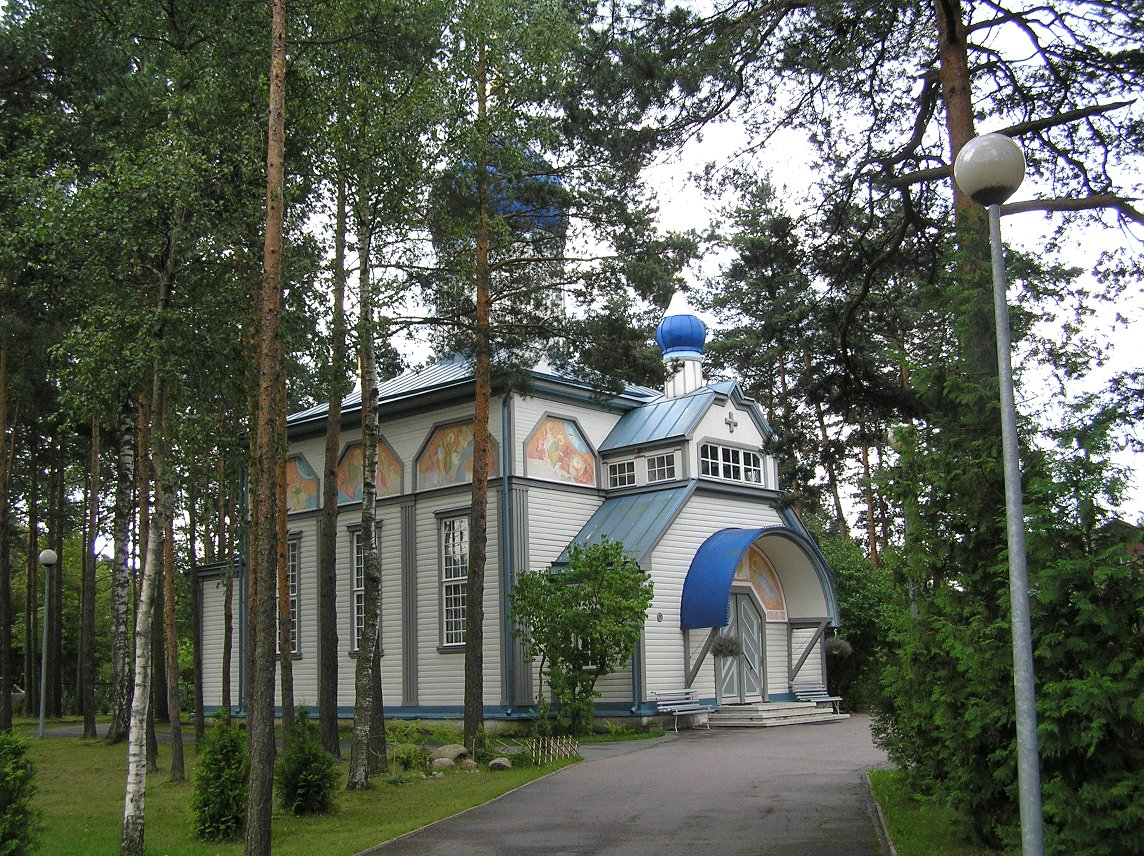
De Sint-Johanneskerk

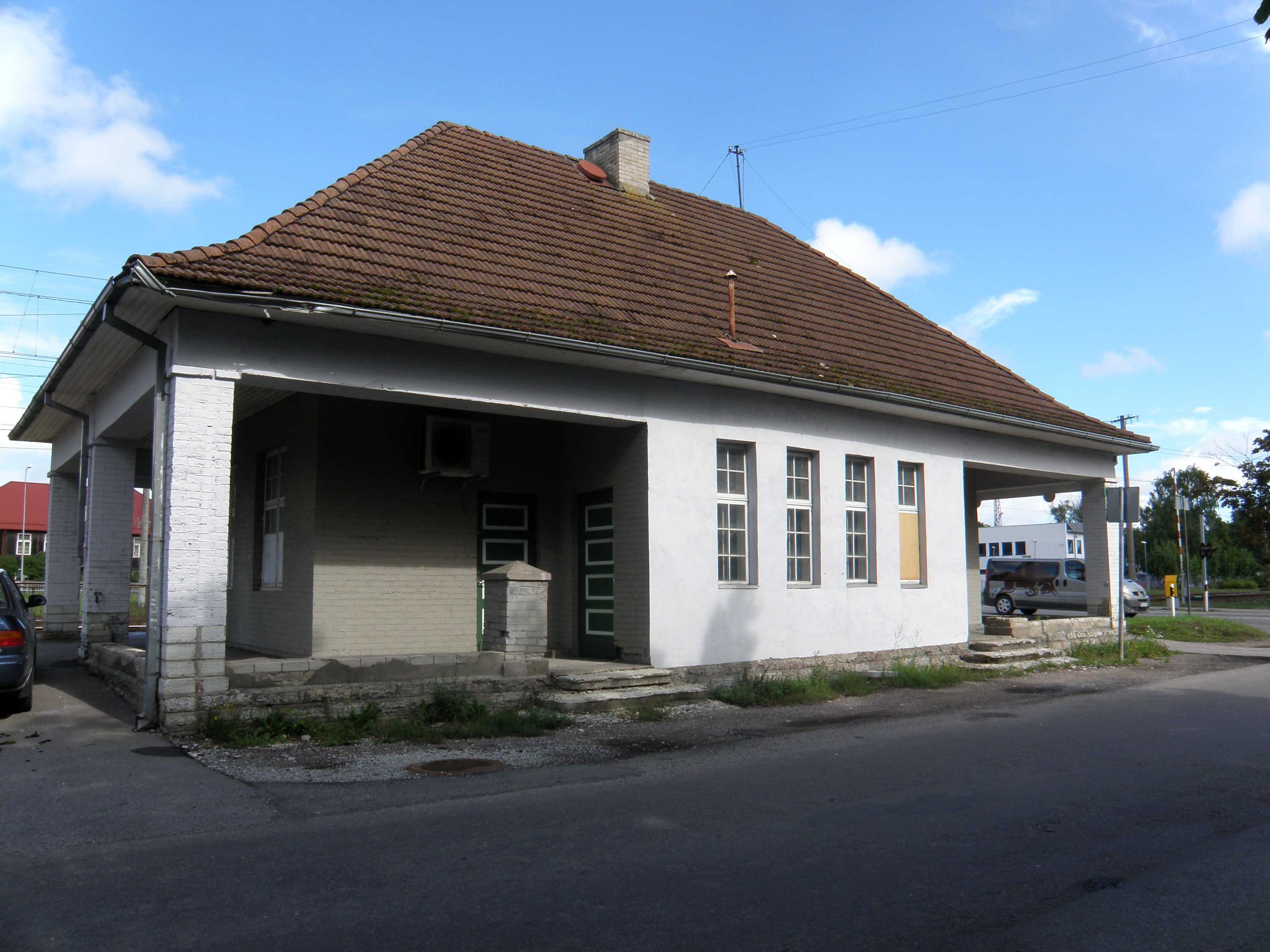
Het station van Hiiu

### Het slot van von Glehn
Een groot deel van het stadsdistrict Nõmme behoorde tot in het begin van de 20e eeuw toe aan de Duits-Baltische familie von Glehn. Nikolai von Glehn (1841-1923) liet in de jaren tachtig van de 19e eeuw naar eigen ontwerp een nieuw kasteel bouwen in wat nu het noorden van de wijk Hiiu is. Het kasteel kwam gereed in 1886. De Duitse naam luidde Schloß Hohenhaupt of Glehn'sches Schloß; de Esten noemen het Mustamäe mõis of Glehni loss. De volgende jaren liet von Glehn in het park rond het kasteel een palmenhuis (1910), een uitkijktoren (1910) en twee monumentale beelden, van Kalevipoeg (1908) en van een krokodil (1908), neerzetten, ook allemaal naar eigen ontwerp.
In 1918, toen Estland door de Duitsers was bezet, vertrok von Glehn naar Duitsland. Het slot werd geplunderd en raakte daarna in verval. In de jaren zestig van de 20e eeuw begon de restauratie, die in 1977 was voltooid. De restauratie was een initiatief van het mannenkoor van de  Technische Universiteit Tallinn en werd grotendeels uitgevoerd door vrijwilligers. De volgende jaren diende het kasteel voor de huisvesting van studenten aan de Technische Universiteit. Later werd het in gebruik genomen als conferentiecentrum. Er vinden ook tentoonstellingen en concerten plaats. In 1997 werd het kasteel tot monument verklaard.
In 1981 is in de omgeving van het slot de Russischtalige film “Приключения Шерлока Холмса и доктора Ватсона: Собака Баскервилей” (‘Avontuur van Sherlock Holmes en Dr. Watson: De hond van de Baskervilles’) opgenomen, naar de roman De hond van de Baskervilles van Arthur Conan Doyle.

### De man uit Hiiumaa
In 1886 vestigde Andrus Bork, een bouwvakker in dienst van von Glehn, zich in het bos ten zuiden van de spoorlijn Tallinn-Paldiski. Bork kwam van het eiland Hiiumaa en hij noemde zijn zelfgebouwde houten huis Hioküla (‘Hiiumaadorp’). Die naam bleef hangen toen zich twintig jaar later andere mensen in de buurt vestigden en een echt dorp ontstond. Het dorp ging Hiiuküla heten, later afgekort tot Hiiu.
Deze verklaring van de naam Hiiu is niet onomstreden. Een andere mogelijke verklaring van de naam is dat deze is afgeleid van hiie, ‘heilig woud’.
Na de Eerste Wereldoorlog moesten stukken van het park rond het kasteel en het bos in het zuiden van Hiiu wijken voor woningbouw. In de jaren 1925/26 stelden de architecten Ernst Kühnert en Robert Natus een plan op om van Hiiu het centrum van een tuinstad te maken, die zich ook over het grondgebied van de aangrenzende wijk Nõmme zou uitstrekken. Hiiu behoorde in die tijd tot de gemeente Nõmme, die in 1940 werd opgeheven en bij Tallinn gevoegd.
Sinds 2010 worden in Hiiu luxeappartementen en villa’s gebouwd voor de welgestelde inwoners van Tallinn.

## Voorzieningen
Het moeras Pääsküla raba ligt voor een deel op het grondgebied van Hiiu, en loopt door over het grondgebied van de wijken Pääsküla, Kivimäe, Nõmme en Männiku. De totale oppervlakte is 9 km².
In het noorden van Hiiu ligt het Glehni park, het park rond het kasteel, dat doorloopt in de wijk Vana-Mustamäe.
De wijk bezit een klein kerkhof, het Hiiu-Rahu kalmistu, en een voetbalstadion, Hiiu Staadion, waar ook hondenrennen worden gehouden. Hier speelt JK Nõmme Kalju.
In 1923 kwam de orthodoxe Sint-Johanneskerk gereed. Het gebouw is ontworpen door de architect Aleksandr Vladovski (1876-1950). In het interbellum was de kerk tweetalig: op drie zondagen in de maand werd de dienst in het Russisch gehouden, op één zondag in het Estisch. Vandaag de dag is de kerk uitsluitend Russischtalig. Na het herstel van de Estische onafhankelijkheid in 1991 is het gebouw gerestaureerd.

## Vervoer
Door Hiiu lopen twee grote doorgaande wegen: de Pärnu maantee en de Vabaduse puiestee. De Kadaka puiestee vormt over een korte afstand de grens met de wijk Vana-Mustamäe.
Hiiu kreeg zijn eerste treinstation in 1913. Het lag aan de smalspoorlijn tussen Liiva en Vääna, die was aangelegd voor militaire doeleinden. Na de Eerste Wereldoorlog werd de lijn in gebruik genomen voor passagiers- en vrachtverkeer. In 1962 ging de lijn dicht voor passagiersverkeer; het vrachtverkeer stopte in 1971. Later werd de lijn opgebroken.
In 1926 kreeg Hiiu ook een station aan de spoorlijn van Tallinn naar Paldiski. Het stationsgebouw is gebouwd met bakstenen die vervaardigd zijn uit samengeperste schalie. Voor die tijd was dat een nieuw procedé. Het station wordt bediend door Elron.
Hiiu wordt verder bediend door een aantal buslijnen.